# Rubidiumbromid
Rubidiumbromid ist eine chemische Verbindung von Rubidium und Brom. Es ist ein farbloses Salz.

## Eigenschaften
| Löslichkeit von RbBr in Wasser |     |     |      |        |        |        |
| Temperatur in °C               | 0,5 | 5   | 16   | 39,7   | 57,5   | 113,5  |
| Löslichkeit in g/l             | 896 | 980 | 1048 | 1318,5 | 1524,7 | 2052,1 |

Die Löslichkeit von Rubidiumbromid in Wasser ist in nebenstehender Tabelle angegeben. Die Löslichkeit in Aceton beträgt 0,0505 g/kg bei 18 °C, sowie 0,047 g/kg bei 37 °C.
Rubidiumbromid kristallisiert in der Natriumchloridstruktur. Die Kristalle gehören der Raumgruppe Fm3m (Raumgruppen-Nr. 225) mit dem Gitterparameter a = 689 pm sowie vier Formeleinheiten pro Elementarzelle an. Der Brechungsindex der Kristalle beträgt nD = 1,5528.
Die Standardbildungsenthalpie von Rubidiumbromid beträgt ΔfH0298 = −389,50 kJ · mol−1, die Freie Standardbildungsenthalpie ΔG0298 = −378,40 kJ · mol−1, und die molare Standardentropie S0298 = 108,35 J · K−1 · mol−1.

## Gewinnung und Darstellung
Rubidiumbromid kann durch Reaktion von Rubidiumhydroxid und Bromwasserstoff gewonnen werden:
{\displaystyle \mathrm {RbOH+HBr\longrightarrow RbBr+H_{2}O} }
weitere Reaktionsmöglichkeiten sind:
{\displaystyle \mathrm {2\ Rb+Br_{2}\longrightarrow 2\ RbBr} }
{\displaystyle \mathrm {Rb_{2}CO_{3}+2\ HBr\longrightarrow 2\ RbBr+H_{2}O+CO_{2}} }

## Verwendung
Rubidiumhalogenide wie Rubidiumchlorid, Rubidiumbromid und Rubidiumiodid werden therapeutisch als Schmerz- und Beruhigungsmittel sowie als Antidepressivum eingesetzt.